# Chú Báo Hồng
Chú Báo Hồng (tiếng Anh: Pink Panther), là một nhân vật hoạt hình và cũng là tựa đề một series phim hoạt hình, truyền hình nổi tiếng của Mỹ. Sự nổi tiếng của Chú Báo Hồng kéo theo một loạt hàng hoá, truyện tranh, và phim hoạt hình truyền hình ăn theo. Chú là nhân vật chính trong 124 phim hoạt hình ngắn, 10 chương trình truyền hình và 3 hậu bản đặc biệt. Chú được biết đến như là Nathu hoặc Pangu ở Đông Nam Á, Báo nhỏ Paul ở Đức, và Chú Báo Hồng ở Việt Nam.

## Sự nổi tiếng

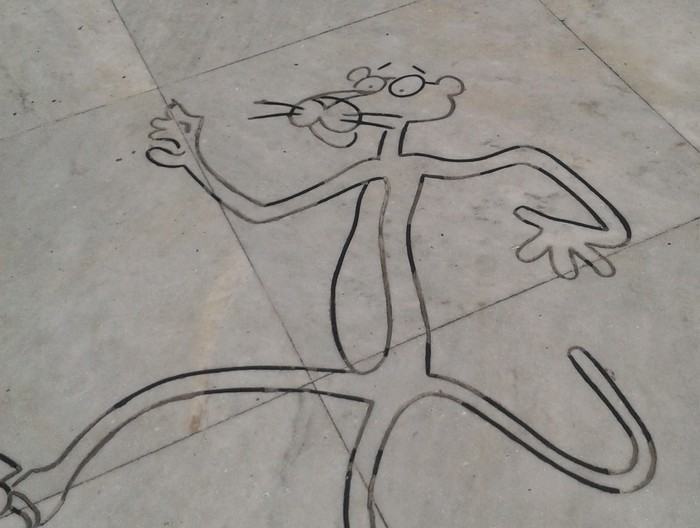
Hình ảnh điêu khắc của Báo Hồng tại A Coruña, Tây Ban Nha.